# Ponti
Ponti é uma comuna italiana da região do Piemonte, província de Alexandria, com cerca de 682 habitantes. Estende-se por uma área de 12 km², tendo uma densidade populacional de 57 hab/km². Faz fronteira com Bistagno, Castelletto d'Erro, Denice, Monastero Bormida (AT), Montechiaro d'Acqui, Sessame (AT).

## Demografia
| Variação demográfica do município entre 1861 e 2011                               |
|                                                                                   |
| Fonte: Istituto Nazionale di Statistica (ISTAT) - Elaboração gráfica da Wikipedia |